# Džang Dačing
Džang Dačing (kitajsko: 张大庆; pinjin: Zhang Daqing) kitajski ljubiteljski astronom, * 23. oktober 1969.

## Delo
Astronom Džang Dačing je soodkritelj kometa 153P/Ikeja-Džang. Je prvi kitajski astronom po katerem se imenuje komet. Komet je odkril s teleskopom, ki ga je izdelal sam.